# 朱載㙐
嘉定恭順王朱載㙐（1525年6月6日—1574年2月20日），號雙松，明朝徽藩第二代嘉定王，嘉定宣惠王朱厚焃的庶長子，生母著氏。

## 生平
嘉靖四年五月十六日（1525年6月6日），朱載㙐出生。嘉靖三十三年（1554年）七月，嘉定宣惠王朱厚焃逝世。嘉靖三十八年（1559年）十月，朱載㙐襲封嘉定王。
萬曆二年正月二十九日（1574年2月20日），朱載㙐過世，享年五十歲，朝廷賜諡號恭順。三年後，庶長子朱翊襲爵。

## 家庭

### 妻
- 高氏（1531年－1612年），西華縣陰陽官高朗女，嘉靖四十三年（1564年）十一月冊為嘉定王妃。

### 妾
- 鄭氏（1538年－1610年），陳州衛官舍鄭倉女，嘉靖三十二年（1553年）入府，後因子襲爵進為嘉定恭順王次妃，生朱翊、朱翊、朱翊。[5]
- 王氏，生第三子、第四子。[1]

### 子
- 庶長子：鎮國將軍→嘉定長子→嘉定王朱翊
- 庶二子：鎮國將軍朱翊，後管理府事[5]
- 庶三子：夭折
- 庶四子：[1]
- 庶子：鎮國將軍朱翊[5]

### 女
- 長女：義川縣主，儀賓吳宗武
- 第二女：石泉縣主，儀賓劉廷讚[1]

### 孫
- 輔國將軍朱常㲺
- 輔國將軍朱常汑[5]